# Establo Takadagawa

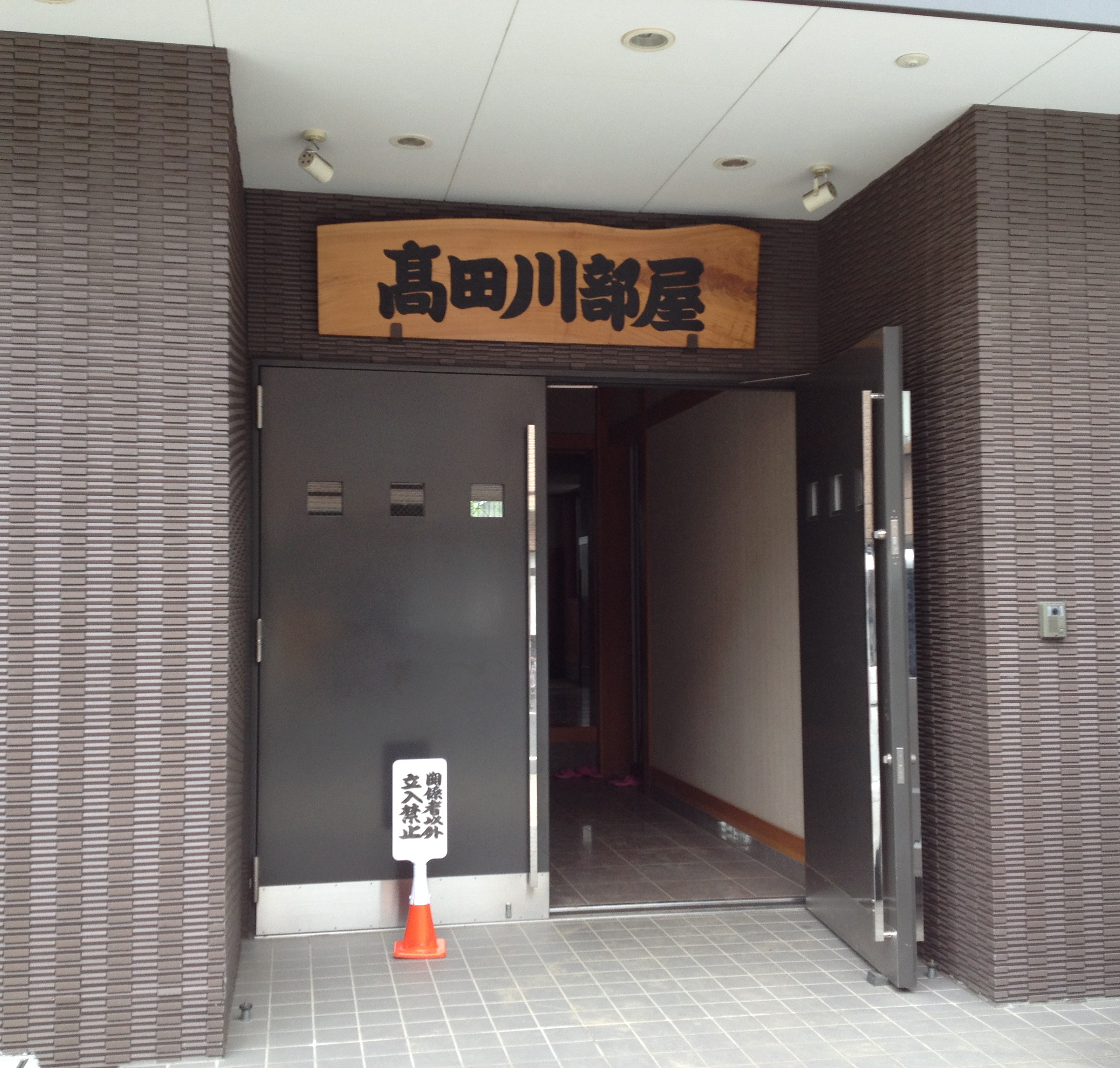
Entrada principal del Establo Takadagawa

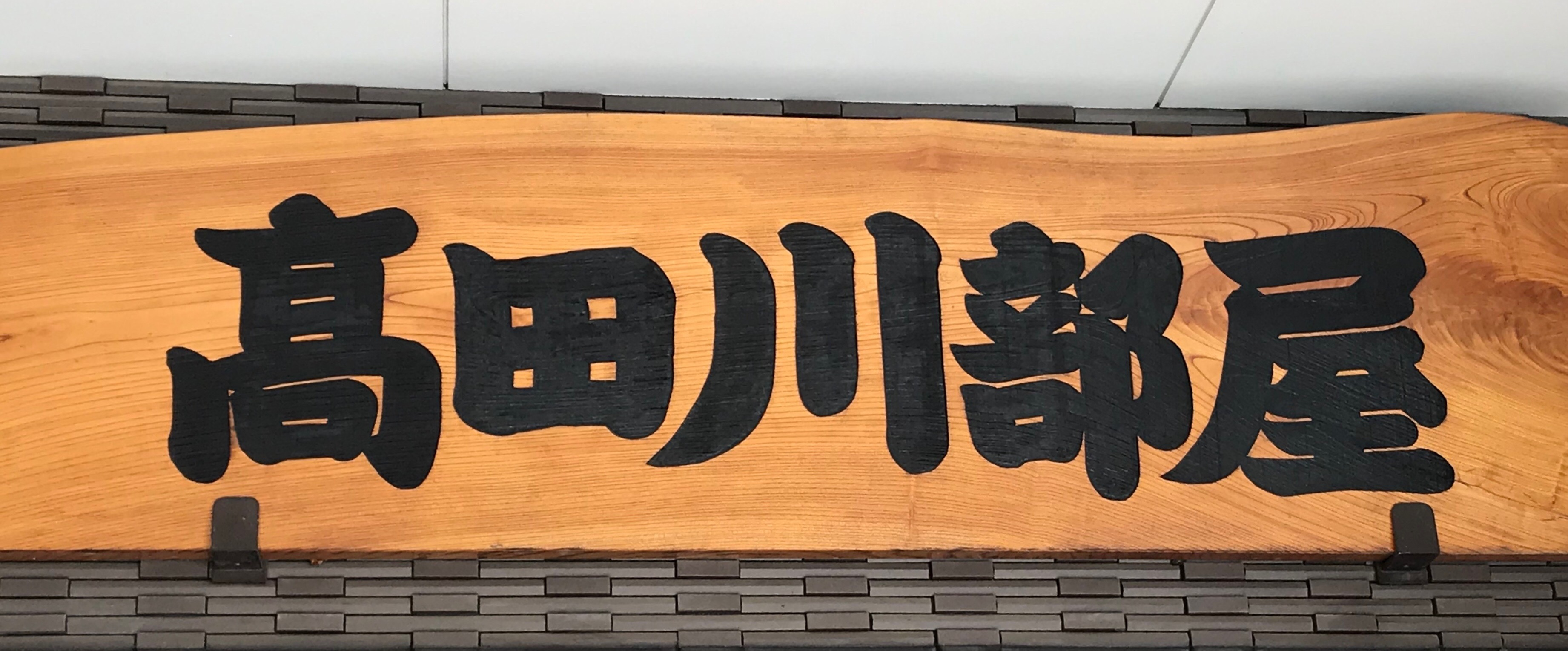
Placa de madera con el nombre del Establo Takadagawa

El Establo Takadagawa (高田川部屋, Takadagawa-beya) es un establo de entrenamiento de sumo profesional. El establecimiento forma parte del ichimon Nishonoseki. Fue fundado en 1974 por el ex ōzeki Maenoyama, y originalmente formó parte del ichimon Takasago antes de unirse al ichimon Nishonoseki. El establo reclutó a varios luchadores de Taiwan a finales de los años 80. Más adelante, el luchador mongol Maenoyu perteneció al establo desde 2004 a 2007. Desde entonces no ha habido luchadores extranjeros en el establo desde el retiro de Maenoyu, y el maestro Takadagawa ha indicado que no hay planes para reclutar extranjeros en el futuro. Para enero de 2023, tenía un total de 19 luchadores.

## Historia
En 1998, el gabinete de elección de la Asociación Japonesa de Sumo nominó al maestro Takadagawa como fideicomisario. Sin embargo, este no apoyó la candidatura del clan Takasago y decidió lanzarse al cargo por su cuenta, ocasionando una disputa. Takadagawa fue expulsado del ichimon, por lo que establo quedó independiente. Dado que ya se estaba acercando a la edad de retiro obligatoria, Maenoyama le entregó el control del establo al ex sekiwake Akinoshima en 2009, aprovechando que Akinoshima tenía sus diferencias con el maestro de su establo. En 2011, el establo se incorporó al ichimon Nishonoseki, culminando un período de casi treinta años sin haber estado afiliado a un clan.
El establo no tuvo sekitori desde la última aparición de Dairaidō en la división jūryō en julio de 2006 hasta la promoción de Ryūden en septiembre de 2012, donde solo permaneció en el rango por un torneo hasta obtener nuevamente el estatus de sekitori en noviembre de 2016. En septiembre de 2014, Kagayaki alcanzó la división jūryō, agregando finalmente un sekitori al establo Takadagawa. Kagayaki logró llegar a la división makuuchi en enero de 2016, convirtiéndose en el primer luchador de Takadagawa en lograrlo desde Kenkō en 1992. Ryūden también alcanzó la división más alta en enero de 2018.
El 10 de abril de 2020, la Asociación Japonesa de Sumo anunció que un luchador no revelado había dado positivo para coronavirus. Más tarde, se confirmó que el luchador era Shobushi del establo Takadagawa, clasificado en la división sandanme y el cual falleció el 13 de mayo de 2020 por complicaciones causadas por el COVID-19. También se había anunciado a finales de abril de 2020 que siete individuos, incluyendo al maestro Takadagawa y al luchador del jūryō Hakuyozan, fueron hospitalizados tras haber dado positivo para el virus. El establo fue uno de los pocos en no ser incluido en los resultados de exámenes de anticuerpos limpios emitidos por la asociación el 6 de julio de 2020. El tate-gyōji perteneciente al establo, Shikimori Inosuke, se ausentó del torneo de julio de 2020 debido a una enfermedad no especificada.
En octubre de 2024, un miembro del club de judo de la Universidad de Tokai, Ryōtarō Okada, anunció que se incorporaría al establo Takadagawa, convirtiéndose en el primer miembro de un club de judo universitario en participar en el sumo profesional. Okada expresó que se sintió alentado para convertirse en luchador de sumo por el medallista de oro olímpico Aaron Wolf, el cual solía entrenar con Okada en el mismo club de judo.

## Nombres de ring
Algunos luchadores de este establo han adoptado nombres de ring o shikona con el prefijo "Aki" (安芸), extraído de los primeros caracteres del nombre del maestro y dueño del establo, el ex sekiwake Akinoshima. Ejemplos incluyen a Akinohana y Akinoyama.

## Dueños
- 2009–presente: El noveno (9°) Takadagawa (riji, ex sekiwake Akinoshima)
- 1974–2009: El octavo (8°) Takadagawa (ex ōzeki Maenoyama)

## Luchadores activos destacados
- Ryūden (mejor rango: komusubi)
- Kagayaki (mejor rango: maegashira)
- Shōnannoumi (mejor rango: maegashira)
- Dairaidō[ja] (mejor rango: jūryō)
- Hakuyozan[ja] (mejor rango: jūryō)
- Ōtsuji[ja] (mejor rango: jūryō)

## Entrenadores
- Hanakago Tadaaki (riji, ex sekiwake Daijuyama)

## Asistentes
- Zenshinyama[ja] (wakaimonogashira, ex jūryō, de nombre real: Ryōta Akimoto)

## Exmiembros destacados
- Maenoshin (ex komusubi)
- Kenkō (ex komusubi)
- Shobushi (ex sandanme)
- Kiraihō[ja] (ex maegashira)
- El trigésimo octavo (38°) Kimura Shōnosuke (de nombre real: Hideki Imaoka), ex tate-gyōji

## Gyōji
- Kimura Mitsunosuke (jūryō-gyōji, de nombre real: Makoto Kawahara)
- Shikimori Tatsunosuke (sandanme-gyōji, de nombre real: Keisuke Mizutani)

## Tokoyama
- Tokotetsu (tokoyama de primera clase)

## Ubicación y acceso
Kiyosumi 2-15-7, barrio especial de Kōtō, Tokio. A 2 minutos caminando desde la Estación Kiyosumi-Shirakawa (Línea Toei Ōedo y Línea Hanzōmon)